# Суанлуанг
Суанлуанг (тайск. สวนหลวง) один из пятидесяти кхетов (округов) Бангкока, столицы Таиланда.
Район расположен в восточной части Бангкока. Суанлуанг граничит с пятью другими районами города (с севера по часовой стрелке): Бангкапи, Сапхансунг, Правеет, Пхракханонг и Ваттхана.

## История
Суанлуанг был подрайоном (кхвенг) в районе Пхракханонг. 9 ноября 1989 года Пхракханонг был разделён на более мелкие районы, и Суанлуанг стал частью района Правеет. 
14 января 1994 года (объявлено было 8 октября 1993 года Министерством Внутренних Дел) Суанлуанг был выделен в отдельный район, который был образован из подрайона Суанлуанг района Правеет, а также небольшой части района Кхлонгтей. Образованную территорию до сих пор называют подрайон Суанлуанг (кхвенг Суанлуанг), и он является единственным подрайоном в районе.

## Административное деление
Район имеет всего один подрайон
| 1. | Суанлуанг | สวนหลวง |  |

## Население
| Статистика населения района Суанлуанг | Статистика населения района Суанлуанг | Статистика населения района Суанлуанг |
| Год                                   | Население                             | Прирост                               |
| ------------------------------------- | ------------------------------------- | ------------------------------------- |
| 1992                                  | 106,088                               |                                       |
| 1993                                  | 106,203                               | +115                                  |
| 1994                                  | 107,406                               | +1,203                                |
| 1995                                  | 107,064                               | -342                                  |
| 1996                                  | 107,183                               | +119                                  |
| 1997                                  | 108,644                               | +1,461                                |
| 1998                                  | 109,797                               | +1,153                                |
| 1999                                  | 111,047                               | +1,250                                |
| 2000                                  | 111,898                               | +851                                  |
| 2001                                  | 113,396                               | +1,498                                |
| 2002                                  | 115,086                               | +1,690                                |
| 2003                                  | 116,961                               | +1,875                                |
| 2004                                  | 114,940                               | -2,021                                |
| 2005                                  | 115,120                               | +180                                  |
| 2006                                  | 115,490                               | +370                                  |
| 2007                                  | 116,293                               | +803                                  |
| 2008                                  | 116,067                               | -226                                  |
| 2009                                  | 115,883                               | -184                                  |
| 2010                                  | 115,966                               | +83                                   |
| 2011                                  | 115,419                               | -547                                  |
| 2012                                  | 115,731                               | +312                                  |
| 2013                                  | 116,688                               | +957                                  |
| 2014                                  | 118,371                               | +1,683                                |

## Транспорт
Желтая линия городского метро проходит через район по улице Синакорин. Станции 	Hua Mak, Kalantan, Si Nut.
Часть западной границы района проходит по каналу Сэнсэп, где расположены пирсы Sapan Klongtun и Ramnueng.
Имеются две станции скоростного поезда Airport Rail Link Ramkhamhaeng и Hua Mak  и железнодорожная станция Хуамак.
|  |  |

## Места

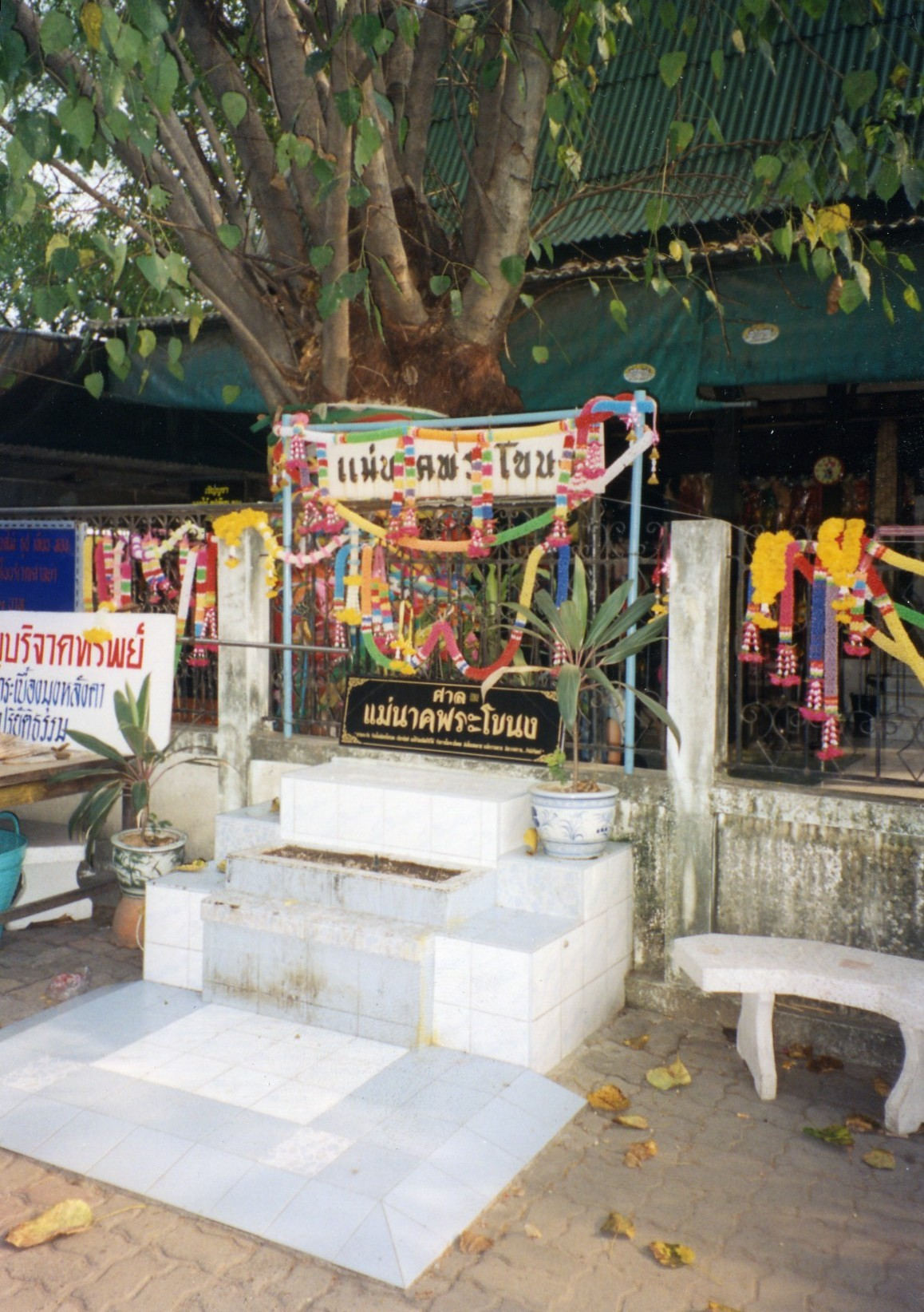
Святыня приведению Мэ Нак в храме Махабут

- Ват Махабут, широко известный как место поклонение тайскому приведению леди Мэ Нак, о которой было снято множество как художественных, так и документальных тайских фильмов.
- Ват Пакбо[тайск.][4]
- Международная школа имени Св. Марка в Бангкоке[англ.][5]